# Lomographa argentea
Lomographa argentea är en fjärilsart som beskrevs av W. Warren 1897. Lomographa argentea ingår i släktet Lomographa och familjen mätare. Inga underarter finns listade i Catalogue of Life.